# Carl Bøgh

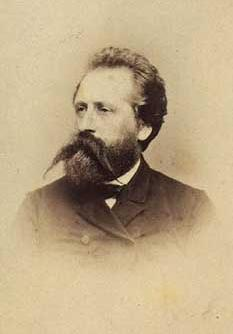
Carl Bøgh, Foto von Georg Emil Hansen, um 1890

Carl Henrik Bøgh (* 3. September 1827 in Kopenhagen; † 19. Oktober 1893 ebenda) war ein dänischer Tier- und Landschaftsmaler.

## Leben

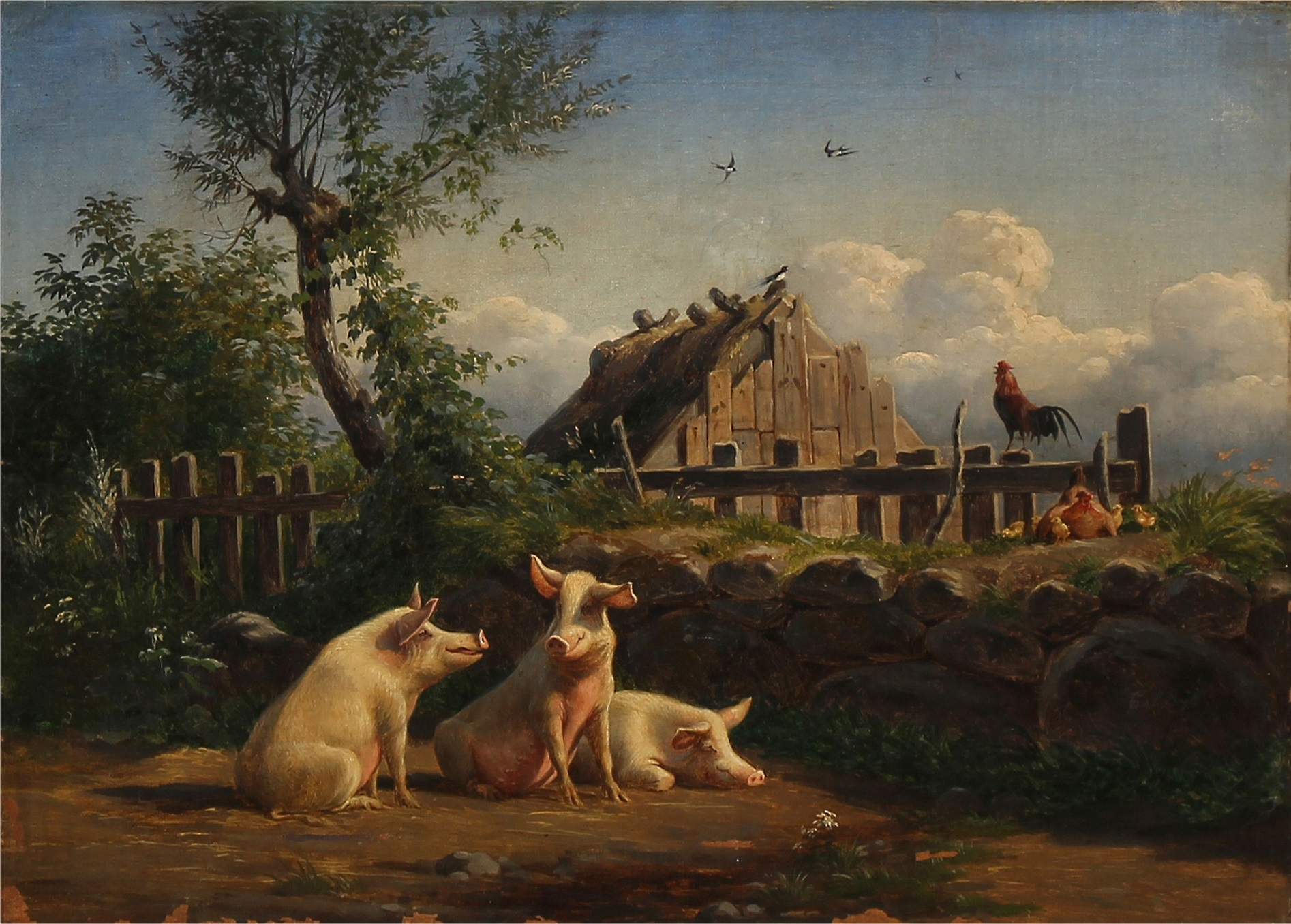
Landidylle mit Schweinen und Hühnern, 1857

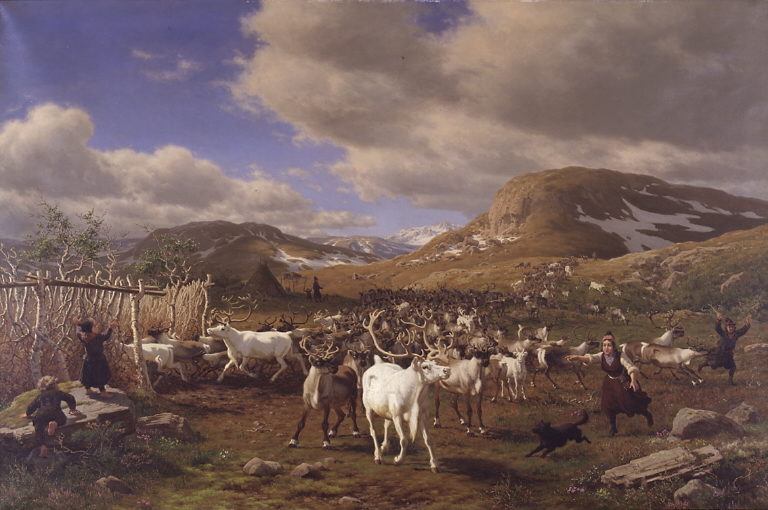
Auftrieb einer Rentierherde, 1875, Statens Museum for Kunst, Kopenhagen

Carl Bøgh war ein Sohn des Schullehrers Hans Henrik Bøgh und dessen Ehefrau Marie Dorothea, geborene Møller. Sein Bruder war der Dichter und Komponist Erik Bøgh (1822–1899). Nach dem Ersten Schleswig-Holsteinischen Krieg, an dem er als dänischer Soldat teilnahm, besuchte er ab 1851 die Königlich Dänische Kunstakademie in Kopenhagen. Unterrichtet wurde er unter anderem von Johann Ludwig Lund. 1854 debütierte er auf der Frühjahrsausstellung in Charlottenborg, wo er fortan regelmäßig ausstellte. 1857 gewann der den Neuhausen-Preis. 1860/1861 hielt er sich mittels eines Reisestipendiums in Düsseldorf, Brüssel, Antwerpen und vor allem Paris auf. 1863 heiratete er Anne Cathrine Sophie Henriette Møller, Tochter des Gerichtsvollziehers Niels Møller und dessen Ehefrau Elisa, geborene Gertner. Das Paar bekam 1865 die Tochter Elisabeth, die eine Malerin wurde. 1873 erhielt er den Titel Professor.
Bøgh war vor allem wegen seiner Hirschdarstellungen ein beliebter Maler. Seine Motive fand er auch auf Reisen in Schweden und Norwegen.